# THE レース
『THE レース』（ザ・レース）は、カルチュア・パブリッシャーズより1999年7月22日に発売されたタムソフト開発のプレイステーション用ゲームソフトである。SIMPLE1500シリーズ Vol.13。

## 概要
レースゲーム。キャッチコピーは「正統派3Dカーレース」。
ゲームの雰囲気やグラフィック、走行時の挙動、BGMやSEなどは当時、タムソフトの主力作品のひとつであった「チョロQシリーズ」に類似している。
ただし8〜10台で出走する「チョロQシリーズ」とは違い、このゲームは4台レースで固定されている。また「シティ」などの探索要素も存在せず、あくまでレース部分のみ流用された形となった。

## トップメニュー

### スタート
カテゴリー選択
初級・中級・上級から、選択することができ、初級では軽自動車、中級ではスポーツカー，上級ではレーシングカーでレースをすることになる。また、ゲームの最初は初級しか選べず、条件を達成すると中級、上級と選べるようになる。
タイプ選択
ある条件を満たすことによって、Type 1〜4まで選べるようになる。Type 1と2が同じ車種と色違い、Type3と4は別の車種と色違い（初めは自動的にType 1）。
AT・MT選択
ATはオートマティック・トランスミッション、MTはマニュアル・トランスミッションの略。
ATは、エンジンの回転速度に合わせて、自動でシフトチェンジするが、MTは、プレイヤーが手動でシフトチェンジしなければならない。ちなみに、MTの方がATよりわずかに車の性能が高い。
走行特性選択
「グリップ走行重視」と「ドリフト走行重視」のどちらかを選ぶことができる。グリップ走行重視にしてもドリフトをすることは可能で、その逆も同じである。
コース選択
ゲーム開始当初は、ショートコース、ロングコースの2つしか選べないが、ゲームを進めることによりミラーコースも選べるようになる。
ショートコース
ゴーカート場のようなサーキット。コースの難易度は低め。
ロングコース
たくさんのビルが見える、都会の中に設けられたコース。やや細いコースで、U字カーブや段差、暗いトンネル、上り坂など、難易度は高め。
ミラーコース
ロングコースを文字通りそのまま反転させたコース。BGMはロングコースのものとは異なる。

### ラリー
ある条件を満たすことによって選択できるようになる。
制限時間内に、ショート・ロング・ミラーの3つのコースを3周する。コースを1周するごとに制限時間が延長される。初級・中級・上級によって、制限時間と1周ごとに延長されるタイムが違ってくる。
制限時間を超えると自動的に車は減速して停車し、トップメニューに戻る。

### レコード
それぞれのカテゴリーとそれぞれのコースのベストタイムとベストラップを見ることができる。ちなみにここで、走行距離を見ることができる。

### オプション
ゲームデータのセーブ･ロードや、バイブレーションの設定変更などができる。
ガイドを選択すると、本ゲームの説明やドライビングテクニック、コースなどの説明、解説を見ることができる。

### ランキング
それぞれのコースとラリーのベストタイムとランキング（1st.から6th.まで）を見ることができる。その時にAT・MT、グリップ走行重視・ドリフト走行重視のどれを選択したかなども併記だれている。